# Homidiana hoppi
Homidiana hoppi är en fjärilsart som beskrevs av Felix Bryk 1930. Homidiana hoppi ingår i släktet Homidiana och familjen Sematuridae. Inga underarter finns listade i Catalogue of Life.